# Processa pontica
Processa pontica is een garnalensoort uit de familie van de Processidae. De wetenschappelijke naam van de soort is voor het eerst geldig gepubliceerd in 1882 door Sowinsky.